# SRD5A3
SRD5A3 (англ. Steroid 5 alpha-reductase 3) – білок, який кодується однойменним геном, розташованим у людей на короткому плечі 4-ї хромосоми.  Довжина поліпептидного ланцюга білка становить 318 амінокислот, а молекулярна маса — 36 521.
| 10         |  | 20         |  | 30         |  | 40         |  | 50         |
| ---------- |  | ---------- |  | ---------- |  | ---------- |  | ---------- |
| MAPWAEAEHS |  | ALNPLRAVWL |  | TLTAAFLLTL |  | LLQLLPPGLL |  | PGCAIFQDLI |
| RYGKTKCGEP |  | SRPAACRAFD |  | VPKRYFSHFY |  | IISVLWNGFL |  | LWCLTQSLFL |
| GAPFPSWLHG |  | LLRILGAAQF |  | QGGELALSAF |  | LVLVFLWLHS |  | LRRLFECLYV |
| SVFSNVMIHV |  | VQYCFGLVYY |  | VLVGLTVLSQ |  | VPMDGRNAYI |  | TGKNLLMQAR |
| WFHILGMMMF |  | IWSSAHQYKC |  | HVILGNLRKN |  | KAGVVIHCNH |  | RIPFGDWFEY |
| VSSPNYLAEL |  | MIYVSMAVTF |  | GFHNLTWWLV |  | VTNVFFNQAL |  | SAFLSHQFYK |
| SKFVSYPKHR |  | KAFLPFLF   |  |            |  |            |  |            |

A: Аланін

C: Цистеїн

D: Аспарагінова кислота

E: Глутамінова кислота

F: Фенілаланін

G: Гліцин

H: Гістидин

I: Ізолейцин

K: Лізин

L: Лейцин

M: Метіонін

N: Аспарагін

P: Пролін

Q: Глутамін

R: Аргінін

S: Серин

T: Треонін

V: Валін

W: Триптофан

Кодований геном білок за функцією належить до оксидоредуктаз. 
Білок має сайт для зв'язування з НАДФ. 
Локалізований у мембрані, ендоплазматичному ретикулумі.